# Torneo di Wimbledon 2012 - Doppio femminile per invito
Lindsay Davenport e Martina Hingis erano le detentrici del titolo e sono riuscite a difenderlo sconfiggendo in finale Martina Navrátilová e Jana Novotná per 6-3, 6-2.

## Tabellone

### Legenda
| - Q = Qualificato - WC = Wild card - LL = Lucky loser | - ALT = Alternate - SE = Special Exempt - PR = Protected Ranking | - w/o = Walkover - r = Ritirato - d = Squalificato |

### Finale
|  | Finale                           |                                  |                                  |   |   |  |
|  |                                  |                                  |                                  |   |   |  |
|  | Lindsay Davenport Martina Hingis | Lindsay Davenport Martina Hingis | Lindsay Davenport Martina Hingis | 6 | 6 |  |
|  | Martina Navrátilová Jana Novotná | Martina Navrátilová Jana Novotná | Martina Navrátilová Jana Novotná | 3 | 2 |  |

### Gruppo A
|  |                                  | Ahl Smith | Davenport Hingis | Majoli Zvereva | Suková Temesvári | RR W–L | Set W–L | Game W–L | Posizione |
|  | Lucie Ahl Samantha Smith         |           | w/o              | 4–6, 2–6       | 3–6, 3–6         | 0–3    | 0–4     | 12–24    | 4         |
|  | Lindsay Davenport Martina Hingis | w/o       |                  | 6–3, 6–4       | 6–2, 6–3         | 3–0    | 4–0     | 24–12    | 1         |
|  | Iva Majoli Nataša Zvereva        | 6–4, 6–2  | 3–6, 4–6         |                | 6–2, 6–4         | 2–1    | 4–2     | 31–24    | 2         |
|  | Helena Suková Andrea Temesvári   | 6–3, 6–3  | 2–6, 3–6         | 2–6, 4–6       |                  | 1–2    | 2–4     | 23–30    | 3         |

La classifica viene stilata in base ai seguenti criteri: 1) Numero di vittorie; 2) Numero di partite giocate; 3) Scontri diretti (in caso di due giocatori pari merito ); 4) Percentuale di set vinti o di games vinti (in caso di tre giocatori pari merito ); 5) Decisione della commissione.

### Gruppo B
|  |                                    | Appelmans Schett | Austin Rinaldi   | Martínez Tauziat | Navrátilová Novotná | RR W–L | Set W–L | Game W–L | Posizione |
|  | Sabine Appelmans Barbara Schett    |                  | 1–6, 2–6         | 3–6, 4–6         | 4–6, 6–3, [8–10]    | 0–3    | 1–6     | 20–34    | 4         |
|  | Tracy Austin Kathy Rinaldi         | 6–1, 6–2         |                  | 6–1, 4–6, [7–10] | 2–6, 2–6            | 1–2    | 3–4     | 26–23    | 3         |
|  | Conchita Martínez Nathalie Tauziat | 6–3, 6–4         | 1–6, 6–4, [10–7] |                  | 0–6, 2–6            | 2–1    | 4–3     | 22–30    | 2         |
|  | Martina Navrátilová Jana Novotná   | 6–4, 3–6, [10–8] | 6–2, 6–2         | 6–0, 6–2         |                     | 3–0    | 6–1     | 34–15    | 1         |

La classifica viene stilata in base ai seguenti criteri: 1) Numero di vittorie; 2) Numero di partite giocate; 3) Scontri diretti (in caso di due giocatori pari merito ); 4) Percentuale di set vinti o di games vinti (in caso di tre giocatori pari merito ); 5) Decisione della commissione.